# Nava de sticlă
„Nava de sticlă” („Ship in a Bottle”) este al 138-lea episod al serialului științifico-fantastic Star Trek: Generația următoare

Profesorul Moriarty pe holopunte

## Prezentare
Barclay îl trezește din greșeală pe Profesorul Moriarty (Daniel Davis) pe holopunte. Acesta își folosește capacitățile pentru a-i forța pe membrii echipajului să găsească o soluție care să-i permită să părăsească holopuntea.

## Povestea
Data și La Forge își petrec timpul liber pe holopunte cu un program inspirat din cărțile cu Sherlock Holmes. La un moment dat, cei doi observă că un personaj programat să fie stângaci este de fapt dreptaci. Ei îl cheamă pe Lt. Barclay să repare holopuntea, dar în timp ce acesta verifică starea programelor Sherlock Holmes, dă peste o zonă de memorie protejată. El o activează și dă peste profesorul James Moriarty (Daniel Davis), un personaj artificial care a devenit conștient de sine și care pare să aibă toate amintirile întregi încă de la creația sa (în episodul „Elementary, Dear Data”), inclusiv amintiri din timpul perioadei când a fost inactiv (deși despre acest lucru căpitanul Picard pretinde că ar fi imposibil). Moriarty dorește să scape din lumea artificială a holopunții și îi cere echipajului de pe Enterprise să găsească o soluție pentru a exista în lumea reală. Profesorul este iritat de lipsa de rezultate din partea echipajului, dar și de faptul că aceștia nici măcar nu se prefac că lucrează la această problemă. Picard, împreună cu Data și Barclay, încearcă să-l convingă pe Moriarty că încă se lucrează pentru a se găsi o soluție, dar Moriarty nu-i crede.
Moriarty pășește afară din holopunte, explicându-i lui Picard care este foarte uimit și lui Data că „eu cuget, deci exist.”. Moriarty îl identifică în mod incorect pe creatorul său Arthur Conan Doyle ca fiind englez, care este de fapt scoțian. Moriarty își creează o însoțitoare, pe contesa Regina  Bartolomeu (Stephanie Beacham), atunci când îi cere calculatorului de pe Enterprise să creeze un personaj feminin simțitor inspirat din cărțile cu Sherlock Holmes. Moriarty cere apoi să fie găsită o soluție pentru ca Regina să existe în afara holopunții. El preia controlul navei Enterprise prin intermediul calculatorului, insistând să fie găsită o modalitate ca ei să experimenteze viața dincolo de limitele holopunții.
În timp ce-l ajută pe LaForge, Data observă că poziția mâinilor lui LaForge este incorectă, la fel cum acel personaj programat anterior să fie stângaci era de fapt dreptaci. Data își dă seama că el, Picard și Barclay nu au plecat niciodată de pe holopunte, iar restul echipajului și ceea ce pare a fi nava Enterprise sunt de fapt o parte a unui program creat de Moriarty pe holopunte. În acest moment, Picard își dă seama că, fără să vrea, i-a dat codurile de comandă ale navei lui Moriarty. Cu aceste informații, profesorul a preluat comanda navei din interiorul simulării.
Data găsește o modalitate de a programa o simulare a holopunții în interiorul holopunții pentru a-l convinge pe Moriarty că el și cu Regina au fost transportați în lumea reală, când de fapt cei doi au fost transportați către o altă simulare. Moriarty, păcălit de acest șiretlic și mulțumit că i s-a îndeplinit dorința, îi predă controlul navei înapoi lui Picard. El și contesa primesc de la Picard o navetă spațială cu care părăsesc Enterprise pentru a explora galaxia. Picard oprește simularea și revine pe adevărata Enterprise. Barclay extrage un cub de memorie de pe holopunte și-l introduce într-un dispozitiv cu energie extinsă, pentru a-i oferi lui Moriarty și contesei o viață întreagă de explorări și aventuri.
Picard menționează posibilitatea ca realitatea echipajului (și deci tot universul real) să fie de fapt o simulare generată de „un mic dispozitiv aflat pe masa cuiva”. Această remarcă îl irită pe Barclay suficient ca să testeze natura realității în care se află, dând comanda „Oprește programul” către orice calculator suspect, dar fără niciun efect.